# Gianni Paolo
Gianni Paolo (Providence, 27 maggio 1996) è un attore statunitense famoso per aver interpretato il ruolo di Brayden Weston nella serie televisiva Power e nel suo spin-off e sequel Power Book II: Ghost.

## Biografia
Gianni Paolo è nato il 27 maggio 1996 a Providence, nel Rhode Island.
Ha esordito come attore nel 2016 nel film Arlo: The Burping Pig. Dopo aver recitato in alcune serie televisive come The Mick e The Fosters, nel 2018 è entrato nel cast della serie Power nel ruolo di Brayden Weston. Riprenderà questo ruolo nella serie spin-off Power Book II: Ghost dal 2020 al 2022.
Nel 2019 ha recitato nel film Ma.
In collaborazione con Michael Rainey Jr., Paolo ha lanciato una società di intrattenimento, la Twenty Two Entertainment, interamente finanziata dalla Artists For Artists e destinata a produrre film, serie televisive ed iniziative multimediali.

## Filmografia

### Cinema
- Arlo: The Burping Pig, regia di Tom DeNucci (2016)
- Ma, regia di Tate Taylor (2019)
- Trust, regia di Carlson Young (2025)

### Televisione
- Chance – serie TV, 1 episodio (2017)
- The Mick – serie TV, 1 episodio (2017)
- The Fosters – serie TV, 1 episodio (2018)
- Power – serie TV, 4 episodi (2018-2019)
- Power Book II: Ghost – serie TV, 40 episodi (2020-2024)

### Video musicali
- Kygo & Ellie Goulding: First Time (2017)[4]